# 발사 및 초기 궤도 단계
발사 및 초기 궤도 단계(Launch and Early Orbit Phase, LEOP)는 우주선 운영 임무 중에서 가장 중요한 단계 중 하나이다. 인공위성을 탑재한 발사체(로켓)가 우주에 나가게 되면, 인공위성이 계획했던 대로 비행을 하도록 초기에 자리를 잡아주는 과정을 뜻하며, 위성이 발사체에서 분리가 된 후부터는 위성을 담당하는 엔지니어가 제어권을 넘겨받고 LEOP를 수행한다. 대개 LEOP는 위성이 당초 계획(예상)했던 최종 궤도에 안전하게 위치하면 종료가 된다.
이 기간 동안 인공위성 운영을 담당하는 인력들은 일반적으로 24시간 내내 작업을 하는데, 위성 부속 장치(안테나, 태양 전지판, 반사경 및 라디에이터 등)의 배치를 포함하여 위성의 다양한 하위 시스템을 활성화 시키고 모니터링 하며, 위성의 궤도가 위험구간을 벗어나지 않도록 궤도 조정을 위해 위성의 자세 제어를 시킨다. LEOP 기간 중에는 정상업무를 수행하는데 필요로 하는 상시 인력만큼의 추가 인력이 항상 대기하고 있다.